# 汤姆·帕拉迪索
汤姆·帕拉迪索（英語：Tom Paradiso，1979年12月7日—），美国男子赛艇运动员。他曾代表美国参加世界赛艇锦标赛，获得一枚金牌、一枚银牌和二枚铜牌。他也曾参加2008年夏季奥林匹克运动会。